# Cornelius Sim
Cornelius Sim (Seria, 16 settembre 1951 – Taoyuan, 29 maggio 2021) è stato un cardinale e vescovo cattolico bruneiano.

## Biografia
Cornelius Sim è nato il 16 settembre 1951 a Seria, distretto di Belait, in Brunei.

### Ministero sacerdotale
Ha ricevuto l'ordinazione sacerdotale il 26 novembre 1989, trentottenne, per imposizione delle mani di monsignor Anthony Lee Kok Hin, vescovo di Miri; è divenuto il secondo presbitero nativo del Brunei dopo don Ivan Fang.
Il 21 novembre 1997, con la bolla Constat in finibus, papa Giovanni Paolo II ha eretto la prefettura apostolica del Brunei, scorporando il territorio dalla diocesi di Miri; contestualmente lo ha nominato come primo prefetto apostolico, all'età di quarantasei anni. Ha preso possesso della prefettura nella cattedrale dell'Assunzione di Maria a Bandar Seri Begawan il 22 febbraio 1998.

### Ministero episcopale e cardinalato
Il 20 ottobre 2004, con la bolla Ad aptius consulendum, papa Wojtyła ha elevato la prefettura apostolica a vicariato apostolico del Brunei; contestualmente lo ha nominato primo vicario apostolico, assegnandogli la sede titolare di Puzia di Numidia.
Ha ricevuto la consacrazione episcopale il 21 gennaio 2005, nella Cattedrale di Bandar Seri Begawan, per imposizione delle mani di monsignor Salvatore Pennacchio, arcivescovo titolare di Montemarano e delegato apostolico in Brunei, assistito dai co-consacranti monsignori John Ha Tiong Hock, arcivescovo metropolita di Kuching, ed Anthony Lee Kok Hin, vescovo di Miri e che già lo aveva ordinato sacerdote.
Il 1º gennaio 2015 è stato eletto segretario generale della Conferenza dei vescovi cattolici di Malesia, Singapore e Brunei, succedendo a padre Michael Teng. Ha terminato l'incarico il 1º gennaio 2017, quando ne è divenuto vicepresidente; è succeduto a monsignor Sebastian Francis, eletto presidente.
Il 25 ottobre 2020, durante l'Angelus, papa Francesco ha annunciato la sua creazione a cardinale nel concistoro del 28 novembre seguente; sessantanovenne, è stato il primo porporato bruneiano nella storia della Chiesa.
Il 16 dicembre seguente è stato nominato membro della Congregazione per il clero assieme al cardinale Jose Fuerte Advincula.
È morto il 29 maggio 2021 al Chang Gung Memorial Hospital di Taoyuan all'età di 69 anni per un arresto cardiaco mentre era in cura per un tumore.
In seguito ai funerali celebrati il successivo 15 giugno presso la Cattedrale di Nostra Signora dell'Assunzione a Bandar Seri Begawan, è stato sepolto nel cimitero cristiano di Jalan Maulana a Kuala Belait.

## Genealogia episcopale
La genealogia episcopale è:
- Cardinale Scipione Rebiba
- Cardinale Giulio Antonio Santori
- Cardinale Girolamo Bernerio, O.P.
- Arcivescovo Galeazzo Sanvitale
- Cardinale Ludovico Ludovisi
- Cardinale Luigi Caetani
- Cardinale Ulderico Carpegna
- Cardinale Paluzzo Paluzzi Altieri degli Albertoni
- Papa Benedetto XIII
- Papa Benedetto XIV
- Papa Clemente XIII
- Cardinale Enrico Benedetto Stuart
- Papa Leone XII
- Cardinale Chiarissimo Falconieri Mellini
- Cardinale Camillo Di Pietro
- Cardinale Mieczysław Halka Ledóchowski
- Cardinale Jan Maurycy Paweł Puzyna de Kosielsko
- Arcivescovo Józef Bilczewski
- Arcivescovo Bolesław Twardowski
- Arcivescovo Eugeniusz Baziak
- Papa Giovanni Paolo II
- Arcivescovo Salvatore Pennacchio
- Cardinale Cornelius Sim